# PeerTube
PeerTube ist eine dezentralisierte, freie, föderierte Software für Video-Plattformen betrieben durch ActivityPub und WebTorrent, welches Peer-to-Peer-Technik verwendet, um die individuelle Server-Belastung zu reduzieren, während Videos geschaut werden.
Ein Programmierer, bekannt unter dem Pseudonym Chocobozzz, startete 2017 die Entwicklung von PeerTube und wird seit 2018 von dem französischen gemeinnützigen Verein Framasoft unterstützt. Das Ziel ist eine Alternative für zentralisierte Plattformen wie YouTube, Vimeo, oder Dailymotion zu bieten. Die Instanz der Entwickler heißt FramaTube.

## Betrieb und Funktionen
Jede PeerTube-Instanz hat eine Homepage, auf der man Videos suchen und anschauen kann. Jede Instanz stellt eigene Regeln auf und beherbergt ihre eigenen Benutzer und Videos.
Mehrere Instanzen können Föderationen bilden, in denen Videos von anderen Instanzen geschaut werden können, obwohl diese nur von der Instanz gespeichert werden, bei der das Video veröffentlicht wurde.
Durch das ActivityPub-Protokoll können, sofern beide Instanzen das eingerichtet haben, Nutzer aus dem Fediverse (z. B. Mastodon-Nutzer) Peertube-Kanälen folgen. Auch das Kommentieren von Videos ist durch diese Funktion möglich.

## Geschichte

Sepia, Peertubes Maskottchen

PeerTube wurde von einem Entwickler, der unter dem Pseudonym Chocobozzz bekannt ist, als Alternative zu YouTube entwickelt. Er wurde 2017 von Framasoft fest angestellt. Um die Festanstellung dauerhaft zu finanzieren, wurde 2018 ein Crowdfunding durchgeführt, mit dem 53.100 € eingesammelt wurden; das ursprüngliche Ziel der Kampagne waren 20.000 €.
Die erste Beta-Version von PeerTube wurde im März 2018 und die erste stabile Version im Oktober 2018 veröffentlicht. Im Juni 2018, nur einige Monate nach der ersten Beta-Version, waren 113 öffentliche Instanzen im Internet erreichbar, die zusammen mehr als 10.000 Videos bereitstellten. Anfang 2022 waren es 881 Instanzen mit mehr als 450.000 Videos.
Seit Juni 2018 testet die Blender Foundation eine eigene PeerTube-Instanz, um ihre Tutorials zu veröffentlichen. Auslöser war die versehentliche Sperrung ihrer Videos auf Youtube und der daraufhin folgende sehr enttäuschende Kontakt mit dem Support.
Im Mai 2020 kündigte Framasoft eine 6-monatige Roadmap an und startete eine Fundraising-Kampagne, um die dafür benötigten 60.000 € einzusammeln. 5 Monate später (im Oktober 2020) gab PeerTube via Mastodon bekannt, das Fundraising-Ziel nach einer 10.000 € Spende von Debian erreicht zu haben.
Im Januar 2021 wurde dann PeerTube v3 veröffentlicht. Neue Features waren eine Globale Suche, verbesserte Wiedergabelisten, verbesserte Moderations-Werkzeuge und Peer-to-Peer-Livestreaming. Im Dezember 2021 erschien die aktuelle Version PeerTube v4. Neue Features sind eine Tabellenansicht mit allen Videos einer Instanz für Administratoren und eine Tabellenansicht mit Abonnenten für Kanalbetreiber.
2022 erschien Version 4.2 mit finanzieller Unterstützung des französischen Bildungsministeriums.
Von 2022 bis April 2024 unterhielt die EU eine eigene Peertube Instanz mit zuletzt 40 institutionellen Konten unter der Bezeichnung EU Video und war damit weltweit die größte Sammlung von öffentlichen Institutionen im Fediverse.
Im Dezember 2023 wurde erfolgreich ein Streßtest des Netzwerkes durchgeführt.
| Version (Auswahl) | Veröffentlichung | Änderungen (Auswahl)                                                                                                   |
| ----------------- | ---------------- | --- |
| 1.0.0-alpha.4     |                  | iOS-Unterstützung |
| 1.0.0-alpha.7     |                  | Änderung der API |
| 1.0.0-alpha.9     |                  | Änderung der API |
| 1.0.0             |                  | Änderung der HTTP-Signatur                                                                                             |
| 1.1               | 12.2018          | Moderationstools Video-Historie                                                                                        |
| 1.2               | 01.2019          | Benutzermoderation, neue Sprachen, E-Mail-Benachrichtigungssystem                                                      |
| 1.3               | 05.06.2019       | Einführung von Playlists                                                                                               |
| 1.4               | 25.09.2019       | Einführung des Plug-In-Systems, verbesserte Benutzeroberfläche                                                         |
| 2.0               | 12.11.2019       | Verbesserung des Plug-Ins-Systems, neuer Videoplayer                                                                   |
| 2.1               | 12.02.2020       | Verbesserung der Benutzeroberfläche und der Kommentarfunktion                                                          |
| 2.2               | 03.06.2020       | Verbesserung der Benutzeroberfläche Authentifizierungs-Plugins                                                         |
| 2.3               | 24.07.2020       | globale Videosuche Informationsbanner auf Instanzen neue Moderationsmöglichkeiten                                      |
| 2.4               | 08.09.2020       | Verbesserung der Moderationstools und der Playlists                                                                    |
| 3                 | 07.01.2021       | P2P-Livestreaming |
| 3.1               | 24.03.2021       | bessere Transkodierung, Verbesserung der Oberfläche                                                                    |
| 3.2               | 27.05.2021       | Deutlichere Unterscheidung zwischen Kanälen und Accounts                                                               |
| 3.3               | 20.07.2021       | Anpassung der Homepage, Suchen nach Playlists, kürzere URLs, Unterstützung von RTL-Sprachen                            |
| 3.4               | 08.09.2021       | Filter |
| 4                 | 11.2021          | Tabellenansicht |
| 4.1               | 23.02.2022       | Verbesserung des Videoplayers und des Plugin-Systems, neue Such-Filter, mehr Konfigurationsmöglichkeiten der Instanzen |
| 4.2               | 07.06.2022       | Video-Editor, Untertitel-Editor, mehr Statistiken je Video                                                             |

## Rechtliche Besonderheiten
Durch die standardmäßig aktivierte Peer-to-Peer-Technik wird jeder Zuschauer juristisch automatisch auch zum Veröffentlicher der Videos, was bei Missachtung des Urheberrechts durch den ursprünglichen Veröffentlicher zu einer Abmahnung des Zuschauers führen kann. Zuschauer können diese Funktion jedoch in ihren Einstellungen deaktivieren.